# Arthur’s Pass (Dorf)
Arthur's Pass ist ein Dorf in den Neuseeländischen Alpen auf der Südinsel von Neuseeland. Das Dorf hat vor allem touristische Bedeutung und dient als Ausgangspunkt und Zugang zum Arthurs Pass National Park.

## Geographie
Arthur's Pass liegt flankiert von über 1800 m hohen Bergen auf einer Höhe von 730 m, etwa 5 km östlich des gleichnamigen Passes, der sich auf einer Höhe von 920 m befindet. Der Ort gehört zum Selwyn District der Region Canterbury. Der Bealey River, ein Nebenfluss des Waimakariri River, fließt durch den Ort.

## Geschichte
Entstanden ist Arthur's Pass Mitte der 1860er Jahre als Arbeiter-Lager im Rahmen des Straßenbaus über den Pass. 1866 nutzten die ersten Kutschen die neue Passstraße. Später diente der kleine Ort als Versorgungsstation für die Reisenden, da die Fahrt von Küste zu Küste noch zwei bis drei Tage dauerte. Zwischen 1907 und 1923 beherbergte der Ort wieder zahlreiche Arbeiter, da die Eisenbahnstrecke über den Pass gebaut wurde und von Arthur's Pass der Ostteil des gut 8,5 km langen Otira Tunnel vorangetrieben wurde.

## Verkehr
Der New Zealand State Highway 73, der die Küstenstädte Christchurch an der Ostküste und Greymouth an der Westküste miteinander verbindet, führt durch den Ort. 
Seit 1914 ist Arthur's Pass auch an den Schienenverkehr angebunden, als die Midland Line bis hierher fertiggestellt und der örtliche Bahnhof eröffnet wurde. Es dauerte allerdings noch bis 1923, bis der Otira-Tunnel in Betrieb ging und die Strecke damit durchgehend von Greymouth bis Rolleston befahren wurde. Der Tunnel liegt nördlich des Bahnhofs Arthur's Pass. Aktuell verkehrt auf dieser Strecke täglich ein Mal pro Richtung der Touristenzug TranzAlpine zwischen Christchurch und Greymouth. Weiterhin wird die Strecke im Güterverkehr genutzt.